# Икопоть
Икопоть (укр. Ікопоть) — река на Украине, протекает по территории Хмельницкого района Хмельницкой области. Левый приток Случи (бассейн Днепра).
Длина реки составляет 45 км. Площадь водосборного бассейна — 603 км². Обычная ширина русла — 5 м, уклон реки — 0,9 м/км. Долина реки трапециевидная шириной до 3 км и глубиной до 25 м. Питание Икопоти, как и Случи, в основном снеговое и дождевое. Ледостав происходит с декабря до конца марта.
Берёт начало севернее села Ледянка. Сток частично зарегулирован прудами (Малопузырецким, Гриценковским, Антонинским, Росоловецким). Икопоть впадает в реку Случь в районе города Староконстантинов.